# Marie Chamming's
Marie Chamming's est une écrivaine et résistante française.

## Biographie
Fille de Louis Krebs, Marie Henriette Françoise Krebs est née le 3 mai 1923 à Paris (7e arrondissement). Au cours de la Seconde Guerre mondiale, après la bataille du 18 juin 1944 à Saint-Marcel dans le Morbihan, elle est agente de liaison du capitaine SAS Henri Deplante. Elle rencontre un radio-parachutiste S.A.S., Georges Chamming's, qu'elle épouse à la Libération. Elle publie ensuite J'ai choisi la tempête, livre dans lequel elle évoque son parcours dans la Résistance. Elle reçoit le Prix Vérité en 1964 pour ce livre.
Elle décède le 15 février 2022.

## Distinctions
- Officière de la Légion d'honneur (29 octobre 2020)[4],[5]
- Chevalière de l'ordre national du Mérite (19 octobre 1972)[4]
- Médaille de la Résistance française avec rosette (29 novembre 1946)[6]
- King's Medal for Courage in the Cause of Freedom

### Sources
- Marie Chamming's samedi en Morbihan, Ouest-France, le 14 juillet 2015.
- 6 juin 1944 : Marie-Claire Chamming’s venait d’avoir 21 ans, Midi libre, le 6 juin 2014.